# La Neuveville-sous-Châtenois
La Neuveville-sous-Châtenois ist eine französische Gemeinde mit 368 Einwohnern (1. Januar 2022) im Département Vosges in der Region Grand Est. Sie gehört zum Arrondissement Neufchâteau und zum Gemeindeverband Ouest Vosgien.

## Geografie
Die Gemeinde La Neuveville-sous-Châtenois liegt auf ca. 315 m über Meereshöhe im Süden Lothringens, etwa 18 Kilometer südöstlich von Neufchâteau, weiträumiger gesehen etwa 45 Kilometer südlich von Toul. Das Dorf erstreckt sich im Übergangsbereich zwischen dem Bassigny als Teil des Plateaus von Langres und dem Xaintois. Charakteristisch für das Gebiet sind die Flusstäler, die fächerförmig der oberen Maas zustreben.
Die Fläche des 7,48 km² großen Gemeindegebietes umfasst einen Abschnitt der leicht gewellten Landschaft im Bereich des Maas-Nebenflusses Vair, dessen windungsreicher Lauf die Gemeinde nach Osten und Norden begrenzt. Im Gebiet der Gemeinde münden die kleinen Bäche Ruisseau de Niével, Ruisseau de Gerrerupt und Ruisseau du Bougney von Südwesten kommend in den Vair. Die sanften Täler werden von teilweise bewaldeten Hügeln flankiert. Zur Gemeinde gehören die Waldgebiete Le Grand Maix im Norden, La Goule in der Mitte, Le Quartier Notre-Dame im Südwesten und Bois du Nouvéchamp im Südosten. Der Anteil der Wälder an der Gemeindefläche beträgt dabei weniger als zehn Prozent. Der weitaus größte Teil des Gemeindeareals steht der Landwirtschaft zur Verfügung.
Nachbargemeinden von La Neuveville-sous-Châtenois sind Houécourt im Nordosten und Osten, Dombrot-sur-Vair im Südosten, Sandaucourt im Südwesten, Longchamp-sous-Châtenois im Westen sowie Châtenois im Nordwesten.

## Geschichte
La Neuveville gehörte vor der Französischen Revolution zur Vogtei Neufchâteau. Die Kirche war Teil des Dekanates Châtenois in der Diözese Toul, den Zehnten bekam das Kapitel Poussay.
Eine im 10. Jahrhundert bestehende, weiter südwestlich und damit höher gelegene Vorgängersiedlung wurde durch ungarische Reiter zerstört. In der Folgezeit entstand eine neue Siedlung direkt am Fluss Vair, die Mitte des 13. Jahrhunderts groß genug war, um eine eigene Pfarrei zu bilden und eine erste Kirche zu bauen.
1306 gewährte Herzog Theobald II. dem bereits La Nueveville desouz Chastenois genannten Ort das Recht, einen überdachten Wochenmarkt abzuhalten. Der Straßenname Rue de la Halle ist bis heute erhalten.
Es bildete sich eine Zweiteilung des Siedlungsgebietes heraus, die auch heute noch besteht: die Rue de la Halle als Teil der Fernstraße von Neufchâteau nach Mirecourt bildete das wirtschaftliche Zentrum der Gemeinde, während sich südöstlich eine T-förmige Struktur entwickelte, an deren oberen Enden die Kirche und die Wasserstelle am Vair stehen.
Die bereits wegen Baufälligkeit gesperrte Mariä-Geburts-Kirche (Église de la Nativité-de-Notre-Dame) wurde 1789 rekonstruiert. Nach Abschluss der Arbeiten, die mitten in die Zeit der Französischen Revolution fielen, wurde die Kirche geschlossen. Erst 15 Jahre später wurde in der umgebauten Kirche die erste Messe gelesen.

### Wappen
Blasonierung: „In Blau eine silberne gemauerte Bogenbrücke, darauf ein roter Schild mit den goldenen Initialen L und N, über der Brücke ein goldener Eichenzweig, oben links das lothringische Wappen - in Gold ein roter Schrägrechtsbalken mit drei silbernen gestümmelten Adlern (Alérion) belegt.“
Die Brücke steht für den Übergang über den Vair, die Initialen für den Ortsnamen. Das lothringische Wappen symbolisiert die Zugehörigkeit des Wappenträgers, das Eichenblatt die ausgedehnten Wälder im Südwesten Lothringens.

### Bevölkerungsentwicklung
| Jahr      | 1962 | 1968 | 1975 | 1982 | 1990 | 1999 | 2006 | 2012 | 2021 |
| --------- | ---- | ---- | ---- | ---- | ---- | ---- | ---- | ---- | ---- |
| Einwohner | 303  | 338  | 368  | 373  | 374  | 326  | 356  | 383  | 272  |

Im Jahr 1821 wurde mit 571 Bewohnern die bisher niedrigste Einwohnerzahl ermittelt. Die Zahlen basieren auf den Daten von cassini.ehess und INSEE.

## Sehenswürdigkeiten

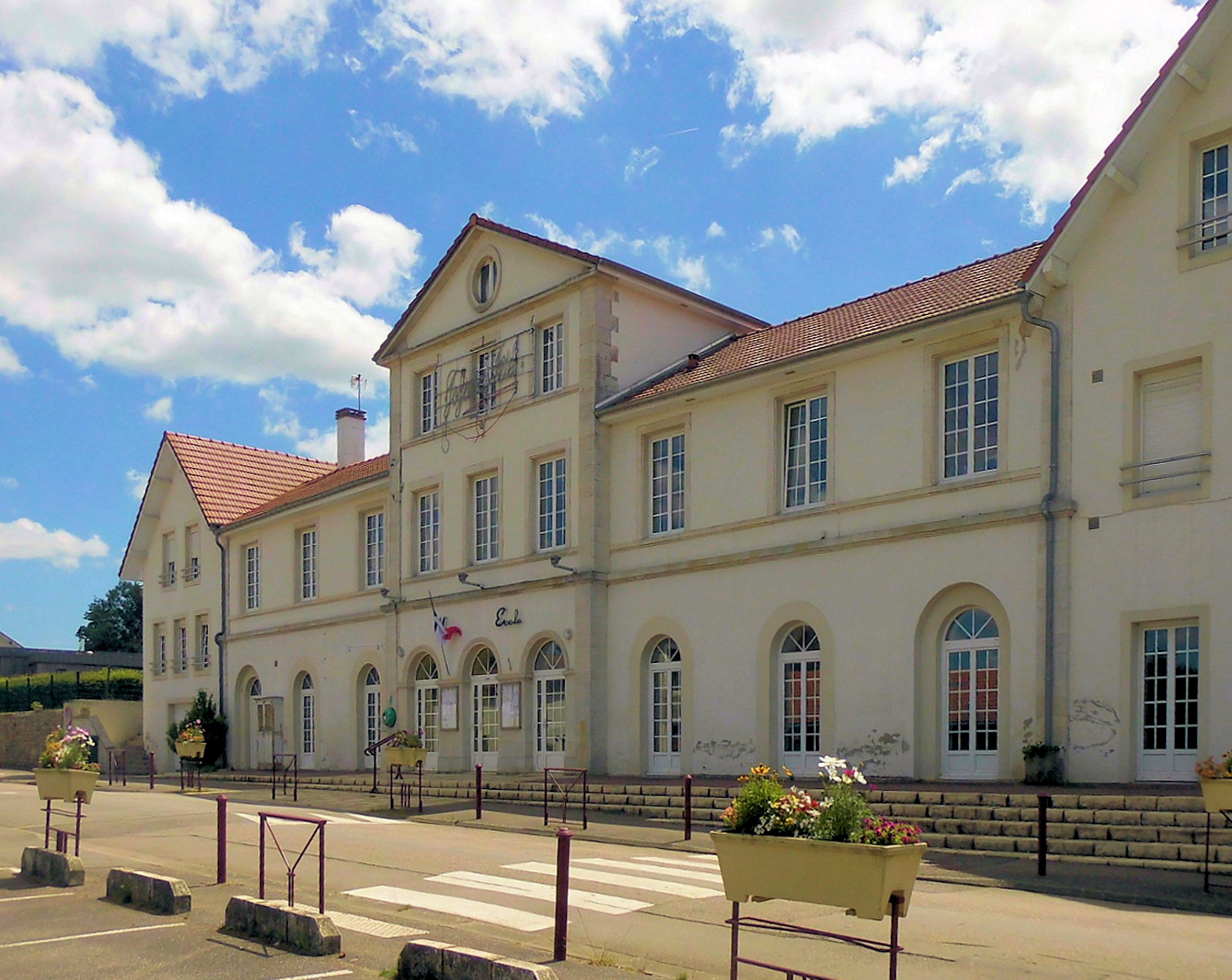
Mairie und Grundschule

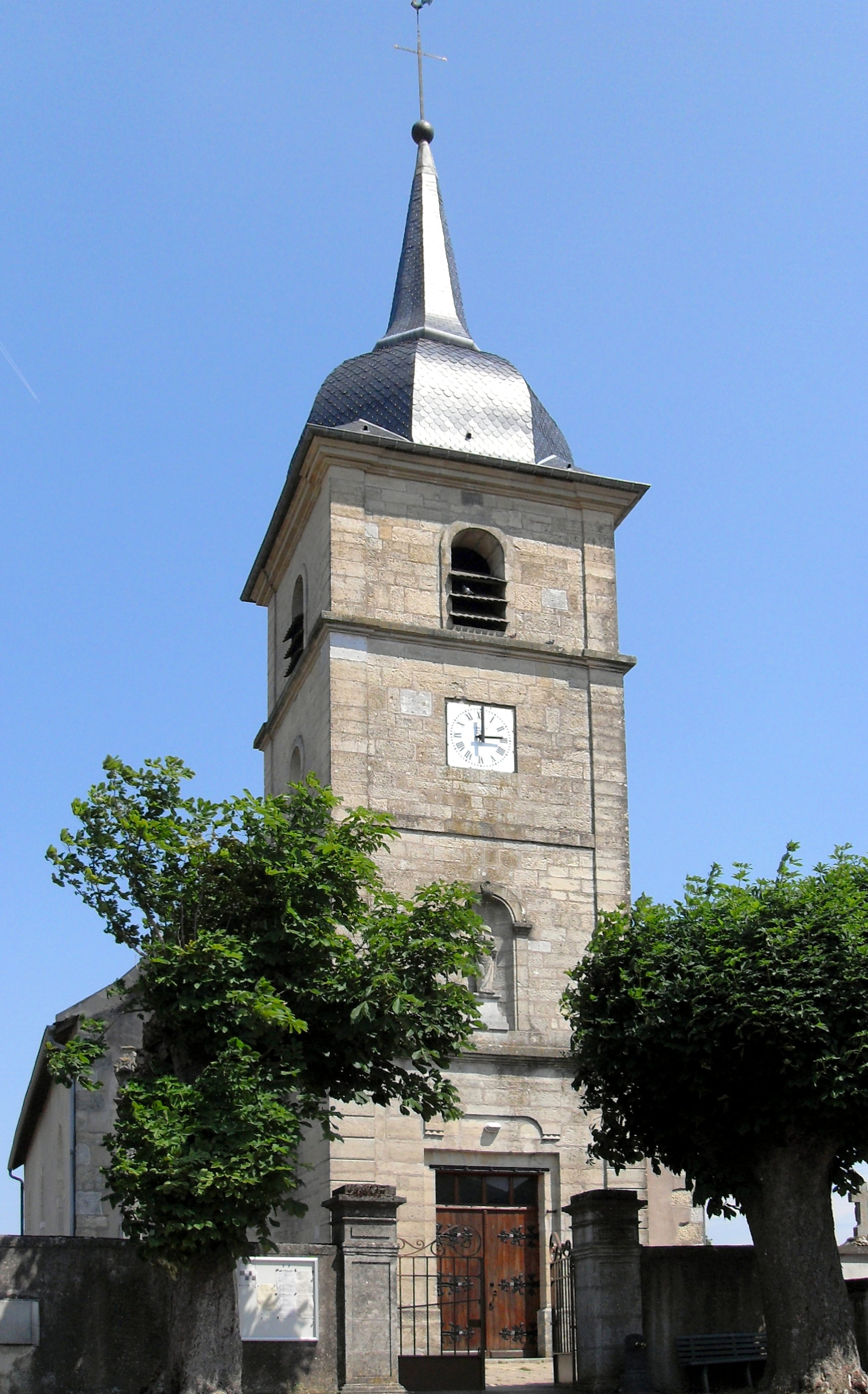
Kirche Mariä Geburt

- Kirche Mariä Geburt (Église de la Nativité-de-Notre-Dame)

## Wirtschaft und Infrastruktur
Die Landwirtschaft spielt auch heute noch eine wichtige Rolle in La Neuveville. In der Gemeinde sind drei Landwirtschaftsbetriebe ansässig (hauptsächlich Rinderzucht). Einige Bewohner pendeln in die nahegelegenen Gewerbegebiete oder die südlich gelegenen Kurorte Contrexéville und Vittel.
Die teilweise zweistreifig und kreuzungsfrei ausgebaute Fernstraße D 166 von Épinal nach Neufchâteau umgeht die Gemeinde im Norden. Sie quert unmittelbar westlich von La Neuveville die Autoroute A31 (Toul–Dijon). Die hier eingerichtete Autobahn-Anschlussstelle ist eine von drei Anschlüssen im Département Vosges und ein wichtiger regionaler Verkehrsknoten.

## Belege
1. ↑  La Neuveville-sous-Châtenois auf vosges-archives.com. (pdf; 114 kB) Archiviert vom Original (nicht mehr online verfügbar) am 22. Dezember 2015; abgerufen am 29. Juni 2011 (französisch).  Info: Der Archivlink wurde automatisch eingesetzt und noch nicht geprüft. Bitte prüfe Original- und Archivlink gemäß Anleitung und entferne dann diesen Hinweis.
2. ↑  Monografie über die Geschichte des Ortes von Abt Petitjean, Pfarrer in La Neuveville-sous-Châtenois bis 1914, in Mitteilungsblättern der Pfarrgemeinde veröffentlicht
3. ↑  Wappen der Gemeinde La Neuveville-sous-Châtenois auf genealogie-lorraine.fr. Archiviert vom Original (nicht mehr online verfügbar) am 16. Dezember 2013; abgerufen am 2. Juli 2011 (französisch).  Info: Der Archivlink wurde automatisch eingesetzt und noch nicht geprüft. Bitte prüfe Original- und Archivlink gemäß Anleitung und entferne dann diesen Hinweis.
4. ↑  La Neuveville-devant-Lépanges auf cassini.ehess
5. ↑  La Neuveville-devant-Lépanges auf INSEE
6. ↑  Landwirtschaftsbetriebe auf annuaire-mairie,fr (französisch)